# Henfenfeld
Henfenfeld è un comune tedesco di 1 877 abitanti, situato nel land della Baviera.